# Erythroxylum minutifolium
Erythroxylum minutifolium är en tvåhjärtbladig växtart som beskrevs av August Heinrich Rudolf Grisebach. Erythroxylum minutifolium ingår i släktet Erythroxylum och familjen Erythroxylaceae. Inga underarter finns listade i Catalogue of Life.